# 阿姆河寶藏

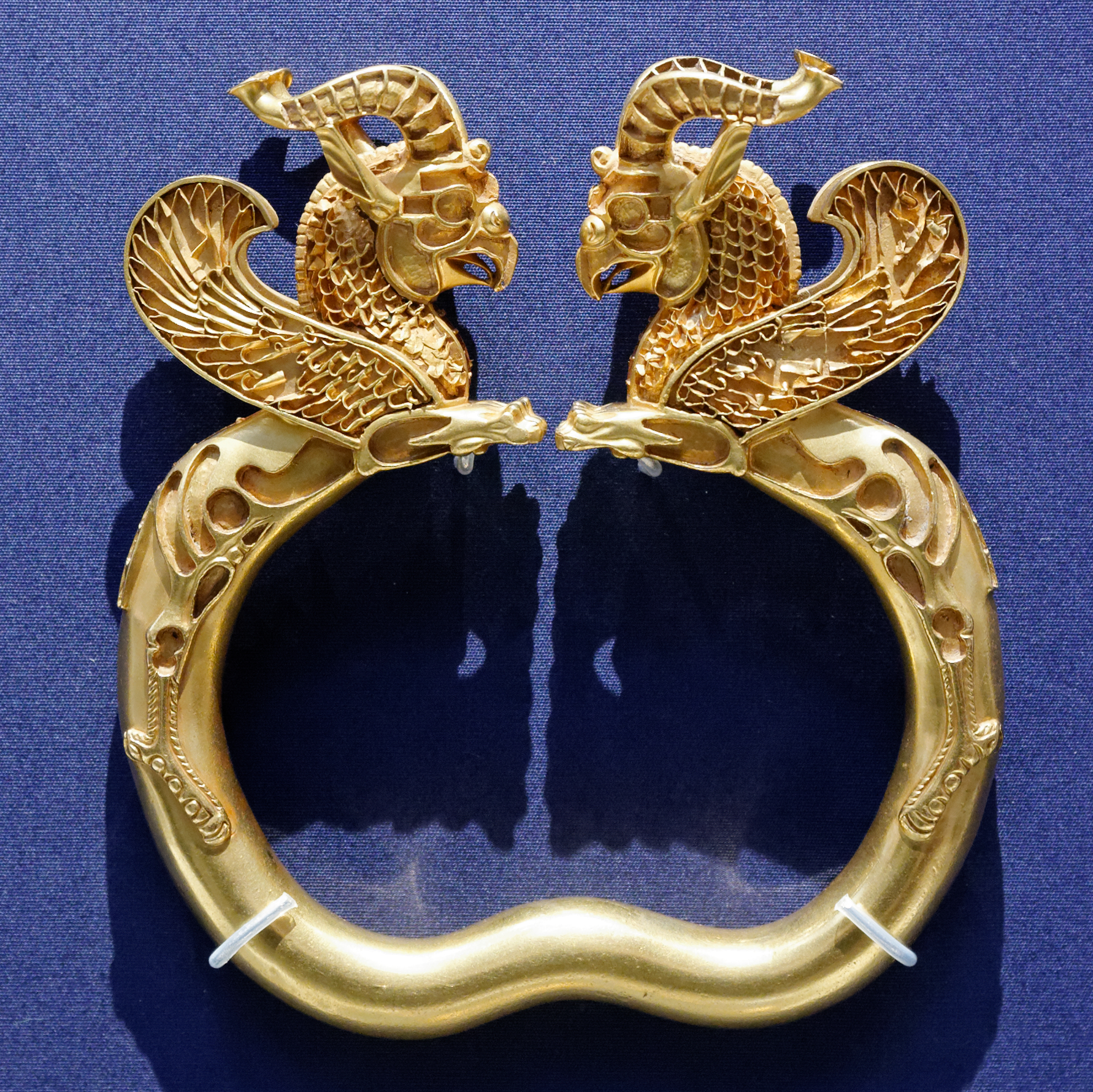
格里芬手镯

阿姆河宝藏是1877–1880年在阿姆河发现的波斯阿契美尼德帝國时代的宝藏，现存180余件金银器和200余枚钱币。具体发现地址已不明，大概在塔吉克斯坦哈特隆州的呵跋檀。其中许多件可能已被融成了金条，早期的报告提到有1500余枚钱币，还有一些现在不在了的器物。金银器年代在前6-前4世纪，钱币的跨度更大，大概晚至前200年。现大部分藏于大英博物馆。